# 艾派尔耶什凯
艾派尔耶什凯，是匈牙利索博尔奇-索特马尔-贝拉格州所辖的一个村。总面积13.57平方公里，总人口1157，人口密度85.3人/平方公里（2011年1月1日）。